# A Boy Named Goo
A Boy Named Goo är ett album av Goo Goo Dolls från 1995. "Name" blev bandets första hit och nådde femteplatsen på Billboard Hot 100. Albumet blev 27:a på Billboard 200.
Det var det sista albumet av gruppen med George Tutuska som trummis, han ersattes av Mike Malinin kort innan albumet gavs ut.

## Låtlista
1. "Long Way Down" (Johnny Rzeznik, Robby Takac) - 3:29
2. "Burnin' Up" (Rzeznik, Takac, George Tutuska) - 2:29
3. "Naked" (Rzeznik, Takac) - 3:44
4. "Flat Top" (Rzeznik, Takac) - 4:30
5. "Impersonality" (Rzeznik, Takac, Tutuska) - 2:40
6. "Name" (Rzeznik, Takac) - 4:30
7. "Only One" (Rzeznik, Takac) - 3:18
8. "Somethin' Bad" (Rzeznik, Takac, Tutuska) - 2:31
9. "Ain't That Unusual" (Rzeznik, Takac) - 3:20
10. "So Long" (Rzeznik, Takac, Tutuska) - 2:33
11. "Eyes Wide Open" (Rzeznik, Takac, Tutuska) - 3:57
12. "Disconnected" (Joe Bompczyk, Bob Guariglia, Pete Secrist, Fred Suchman) - 3:01
13. "Slave Girl" (Mick Blood, Richard Jakimyszyn) - 2:18